# Rudolf Vytlačil
Rudolf Vytlačil (pronunciación en checo: /ˈrudolv ˈvɪtlatʃɪl]/; Schwechat, Imperio austrohúngaro, 9 de febrero de 1912-Schwechat, Austria, 1 de junio de 1977) fue un jugador y entrenador de fútbol austrochecoslovaco. En su etapa como jugador profesional se desempeñaba como centrocampista.
Como entrenador de la selección checoslovaca, logró un tercer puesto en la Eurocopa 1960, un subcampeonato en la Copa del Mundo de 1962 y una medalla de plata en los Juegos Olímpicos de Tokio 1964. También dirigió a la selección de Bulgaria, participando de la Copa Mundial de 1966.

## Selección nacional
Fue internacional con la selección de fútbol de Checoslovaquia en una ocasión. 

## Equipos

### Como jugador
| Equipo               | País                              | Año       |
| -------------------- | --------------------------------- | --------- |
| Phönix Schwechat     | Austria                           | ¿-?       |
| SK Slovan Wien       | Austria                           | 1930-1932 |
| SK Rapid Viena       | Austria                           | 1932-1934 |
| Wiener AC            | Austria                           | 1934      |
| Favoritner Sportclub | Austria                           | 1934-1935 |
| Slavia Praga         | Protectorado de Bohemia y Moravia | 1935-1944 |

### Como entrenador
| Equipo                  | País           | Año       |
| ----------------------- | -------------- | --------- |
| Meteor České Budějovice | Checoslovaquia | 1946-1947 |
| Radomiak Radom          | Checoslovaquia | 1948      |
| Tatran Teplice          | Checoslovaquia | 1948-1950 |
| TJ Baník Ostrava OKD    | Checoslovaquia | 1951-1952 |
| Křídla vlasti Olomouc   | Checoslovaquia | 1954      |
| TJ Gottwaldov           | Checoslovaquia | 1955      |
| Radotín                 | Checoslovaquia | 1956      |
| Selección nacional      | Checoslovaquia | 1958-1963 |
| Selección nacional      | Checoslovaquia | 1964      |
| Levski Sofia            | Bulgaria       | 1964-1966 |
| Selección nacional      | Bulgaria       | 1964-1966 |
| SK Rapid Viena          | Austria        | 1966-1968 |
| Levski Sofia            | Bulgaria       | 1968-1970 |
| Slavia Praga            | Checoslovaquia | 1973      |

## Palmarés

### Como jugador

#### Campeonatos nacionales
| Título           | Equipo       | País                              | Año  |
| ---------------- | ------------ | --------------------------------- | ---- |
| Primera División | Slavia Praga | Checoslovaquia                    | 1935 |
| Primera División | Slavia Praga | Checoslovaquia                    | 1937 |
| Primera División | Slavia Praga | Protectorado de Bohemia y Moravia | 1940 |
| Primera División | Slavia Praga | Protectorado de Bohemia y Moravia | 1941 |
| Primera División | Slavia Praga | Protectorado de Bohemia y Moravia | 1942 |
| Primera División | Slavia Praga | Protectorado de Bohemia y Moravia | 1943 |

### Copas internacionales
| Título                 | Equipo       | Sede               | Año  |
| ---------------------- | ------------ | ------------------ | ---- |
| Copa de Europa Central | Slavia Praga | Budapest (Hungría) | 1938 |

### Como entrenador

#### Campeonatos nacionales
| Título                      | Equipo         | País     | Año  |
| --------------------------- | -------------- | -------- | ---- |
| Liga A de Bulgaria          | Levski Sofia   | Bulgaria | 1965 |
| Campeonato austríaco        | SK Rapid Viena | Austria  | 1967 |
| Campeonato austríaco        | SK Rapid Viena | Austria  | 1968 |
| Copa de Austria             | SK Rapid Viena | Austria  | 1968 |
| Liga A de Bulgaria          | Levski Sofia   | Bulgaria | 1970 |
| Copa del Ejército Soviético | Levski Sofia   | Bulgaria | 1970 |

#### Copas internacionales
| Título                               | Equipo         | Sede           | Año  |
| ------------------------------------ | -------------- | -------------- | ---- |
| Copa Internacional de Europa Central | Checoslovaquia | Checoslovaquia | 1960 |